# ألبيرين أويسال
ألبيرين أويسال (بالتركية: Alperen Uysal) (1 يناير 1994 ببالق أسير في تركيا - ) هو لاعب كرة قدم تركي في مركز حراسة المرمى. شارك مع منتخب تركيا تحت 17 سنة لكرة القدم ومنتخب تركيا تحت 19 سنة لكرة القدم ومنتخب تركيا تحت 20 سنة لكرة القدم ومنتخب تركيا تحت 21 سنة لكرة القدم. أما مع النوادي، فقد لعب مع غازي عنتاب سبور وغلطة سراي.

## وصلات خارجية
- ألبيرين أويسال على موقع الاتحاد الأوربي (الإنجليزية)
- ألبيرين أويسال على موقع اتحاد تركيا (لاعب) (الإنجليزية)
- ألبيرين أويسال على موقع قاعدة بيانات كرة القدم.إي يو (الإنجليزية)
- ألبيرين أويسال على موقع Soccerway.com (الإنجليزية)
- ألبيرين أويسال على موقع عالم كرة القدم.نت (الإنجليزية)
- ألبيرين أويسال على موقع AS.com (الإسبانية)